# 三浦市農業協同組合
三浦市農業協同組合（みうらしのうぎょうきょうどうくみあい）は、神奈川県三浦市初声町下宮田に本店を置く農業協同組合。三浦市内を管轄地域としている。通称JA三浦市、三浦市農協。
農協が「JA」を名乗り始めてからも当農協の呼び名としては「JA」を採用しておらず、その影響でテレビ神奈川「緑への歩み」でも提供クレジットで「JA」が使えず「農協」としていた。ただし、当農協ホームページでの全国組織へのリンクバナーではJAロゴが使われている。

## 沿革
- 1965年10月1日 - 初声町農業協同組合と三崎町農業協同組合が合併し、三浦市農業協同組合を設立。
- 1969年4月1日 - 三浦市農業協同組合と南下浦町農業協同組合が合併し、三浦市内の農業協同組合が一本化する。

## 店舗
- 本店、三崎事業所、初声支所、高円坊事業所、三戸事業所、上宮田事業所、松輪事業所、大乗事業所、毘沙門事業所、南下浦事業所

## 事業
- 信用事業（JAバンク）
- 共済事業（JA共済）